# Naoto Hiraoka

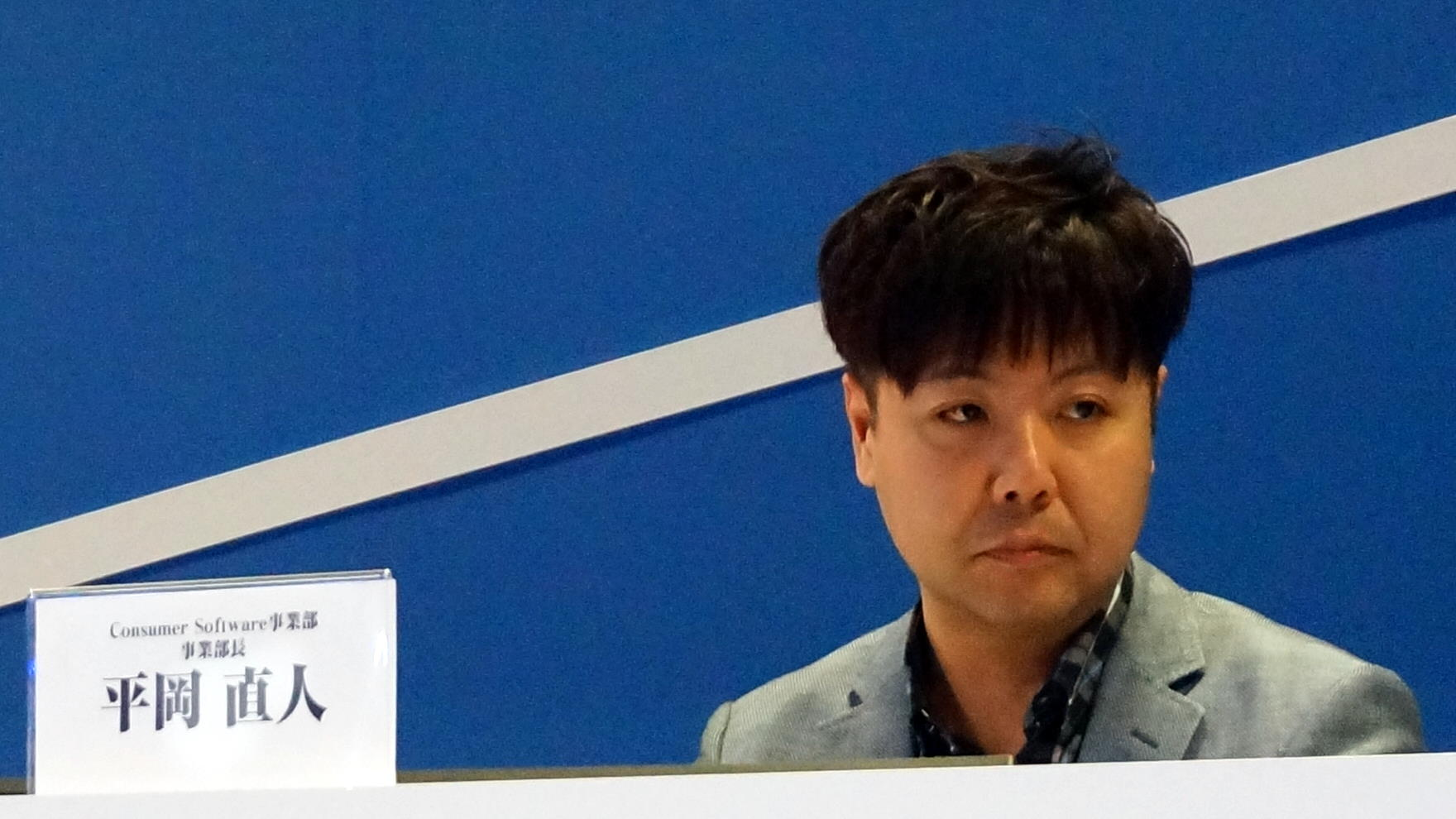
Naoto Hiraoka

Naoto Hiraoka (平岡 直人?, Hiraoka Naoto; 22 agosto 1972) è un autore di videogiochi giapponese.

## Biografia
Entra in Atlus nel 2002, lavorando come product manager dei porting di Shin Megami Tensei II per Game Boy Advance e Shin Megami Tensei if... per PlayStation. Successivamente si occupa della gestione dei team di sviluppo. Lavora, infatti, come project manager per i giochi Shin Megami Tensei III: Nocturne, Persona 3 e Persona 4. Successivamente, nel 2007, venne nominato responsabile della supervisione degli interi team di sviluppo, occupandosi anche della stesura dei futuri giochi e dei piani a medio termine. 
Il 1º ottobre 2010 Atlus annuncia la fusione con Index Holdings (rinominata in seguito Index Corporation) e Hiraoka entrò nel consiglio di amministrazione di Atlus USA, la filiale nordamericana dell'azienda. Dal 2012 al 2018 fu presidente e amministratore delegato di Atlus USA e di Index Corporation. Dal 2010, è tuttora produttore esecutivo e proprietario del marchio Atlus.